# Andrew Adgate
Andrew Adgate (* 22. März 1762 in Norwich, Connecticut, Vereinigte Staaten; † 30. September 1793 in Philadelphia, Pennsylvania, Vereinigte Staaten) war ein US-amerikanischer Musiker, Musikpädagoge und Chorleiter. Er zeichnete sich durch sein Bemühen um die musikalische, vor allem sängerische Ausbildung auch weniger bemittelter Menschen in Philadelphia, der damaligen Hauptstadt der Vereinigten Staaten, in den 1780er Jahren aus.

## Leben
Andrew Adgate übernahm im Frühjahr 1783 von Andrew Law die Leitung der School for the Instruction of Ladies and Gentlemen in Vocal Music, nachdem Law Philadelphia verlassen hatte. 1784 war Adgate hier Mitbegründer von The Institution for the Encouragement of Church Music, oder Institution for promoting the knowledge of Psalmody, die auch als Uranian Society bekannt wurde. Sie veranstaltete monatliche Konzerte an der Universität von Philadelphia, und war von Anfang an auf Abonnements zur Finanzierung angewiesen. Nachdem die Veranstalter der Konzerte, den freien Zugang zu den Konzerten beendeten und den Eintritt ab April 1785 nur noch Abonnenten gewährten, löste sich die Institution innerhalb zweier Monate auf. Adgate gründete jetzt eine kostenlose, freie Schule, Adgate’s Institution for diffusing more generally the knowledge of vocal music. [Institution zur allgemeineren Verbreitung des Wissens über Vokalmusik]. Für dieses Projekt gewann er viele einflussreiche Unterstützer in der Stadt. Bis Juni 1786 waren zwölf Vokalkonzerte geplant. 1786 veranstaltete Adgate die bis dahin größte Konzertveranstaltung Nordamerikas. 230 Sänger und 50 Instrumentalisten beteiligten sich an einem Konzert in der German Reformed Church.  Zum Gedenken an Georg Friedrich Händel wurden unter anderem Teile des Messiah aufgeführt. Die Sänger waren zum größten Teil Schüler Adgates. 1787 organisierte sich die Uranian Society neu und wurde in Uranian Academy of Philadelphia umbenannt. Gemeinsam mit Alexander Juhan setze sich  Adgate im selben Jahr in der lokalen Presse für die Umsetzung eines Wohltätigkeitskonzertes für die Armen ein. Er war P. U. A., Präsident der Uranian Academy. Bei der Zusammenstellung des Liederbuchs Philadelphia Harmony wurde er vom Komponisten Ishmail Spicer (1760–1832) unterstützt. Seine Chorarbeit in Philadelphia endete abrupt 1793 mit seinem plötzlichen Tod während einer Gelbfieberepidemie in der Stadt. Adgate war Mitglied eines Komitees, das sich für die Organisation der Bekämpfung der Epidemie gebildet hatte.

## Werke (Auswahl)
- Philadelphia, June 1, 1785 Plan of Mr. Adgate’s institution for diffusing more generally the knowledge of vocal music,  Philadelphia, 1785 OCLC 836995784
- Select Psalms and Hymns for the Use of Mr. Adgate’s Pupils, And proper for all schools, Philadelphia, 1787, Nachdruck Hansebooks GmbH, Norderstedt, 2018 OCLC 1189434721 ISBN 978-3-337-46833-0
- Rudiments of Music, 1788
- Philadelphia Harmony, a collection of Psalm Tunes, Hymns and Anthems, 1788 OCLC 1198878037 (Digitalisate beim IMSLP)
- Unter dem Pseudonym Absalom Aimwell: The Philadelphia Songster, 1789[11]